# Peter Etebo
Oghenekaro Peter Etebo, född 9 november 1995, är en nigeriansk fotbollsspelare som spelar för grekiska Aris. Han representerar även det nigerianska landslaget.

## Klubbkarriär
Den 11 juni 2018 värvades Etebo av Stoke City, där han skrev på ett femårskontrakt. I januari 2020 lånades Etebo ut till Getafe på ett låneavtal över resten av säsongen 2019/2020. Den 9 juli 2021 lånades han ut till Watford på ett säsongslån.
Den 15 september 2022 värvades Etebo av grekiska Aris.

## Landslagskarriär
I maj 2018 blev Etebo uttagen i Nigerias trupp till fotbolls-VM 2018.